# Piz Galin
Il Piz Galin è una montagna alta 2442 metri s.l.m., situata nel Trentino occidentale, nei pressi dell'abitato di Andalo. È la cima più orientale del piccolo sottogruppo delle Dolomiti di Brenta al quale appartiene anche il Croz dell'Altissimo.
Si presenta come una massiccia piramide regolare. Il versante sud-ovest è prevalentemente erboso e ghiaioso, con gradoni affioranti. I risalti rocciosi sono più alti e marcati sul versante est e soprattutto su quello nord, il più imponente, che domina malga Spora.

## Itinerari
La salita alla vetta si compie più agevolmente da Molveno utilizzando gli impianti di risalita che in due tronchi portano al rifugio La Montanara (1525 m). L'itinerario segue inizialmente il sentiero segnalato per il Croz dell'Altissimo, poi volge decisamente a est. Da qui la cima si può raggiungere per il versante sud-ovest (più faticoso; E), oppure proseguendo fino alla Bocchetta del Galin (2130 m) e risalendo quindi il ripido crestone nord-est, con qualche facile passaggio in arrampicata (più impegnativo; EE).
Per il versante sud-ovest sale anche un classico e frequentato itinerario scialpinistico (AD BS).
Sulla vetta è posta una grande croce che nei giorni di sereno è visibile ad occhio nudo dalla vallata di Andalo.
Grazie alla sua forma piramidale, dalla cima si gode di un panorama a 360 gradi, che comprende il paese di Andalo, il lago di Molveno, le Dolomiti di Brenta e la valle di Non.

## Curiosità
Gli abitanti di Andalo usano spesso il Piz Galin nei loro detti locali.
Uno dei più tipici e simpatici è il seguente: quando un turista chiede incuriosito come sarà il tempo per il giorno dopo, l'andalese, scrutando con occhio attento la cima del monte risponde "...se il Piz Galin ha il cappello...o fa brutto...o fa bello!" (in dialetto andalese è: "Se el Piz el ia el chiapel, o chie'l fa brut o chie'l fa bel)".
"Per ammirare in tutta la sua bellezza il Piz Galin bisogna andare ad Andalo, ma per ammirare in tutta la sua bellezza Andalo bisogna salire sul Piz Galin".

## Galleria d'immagini

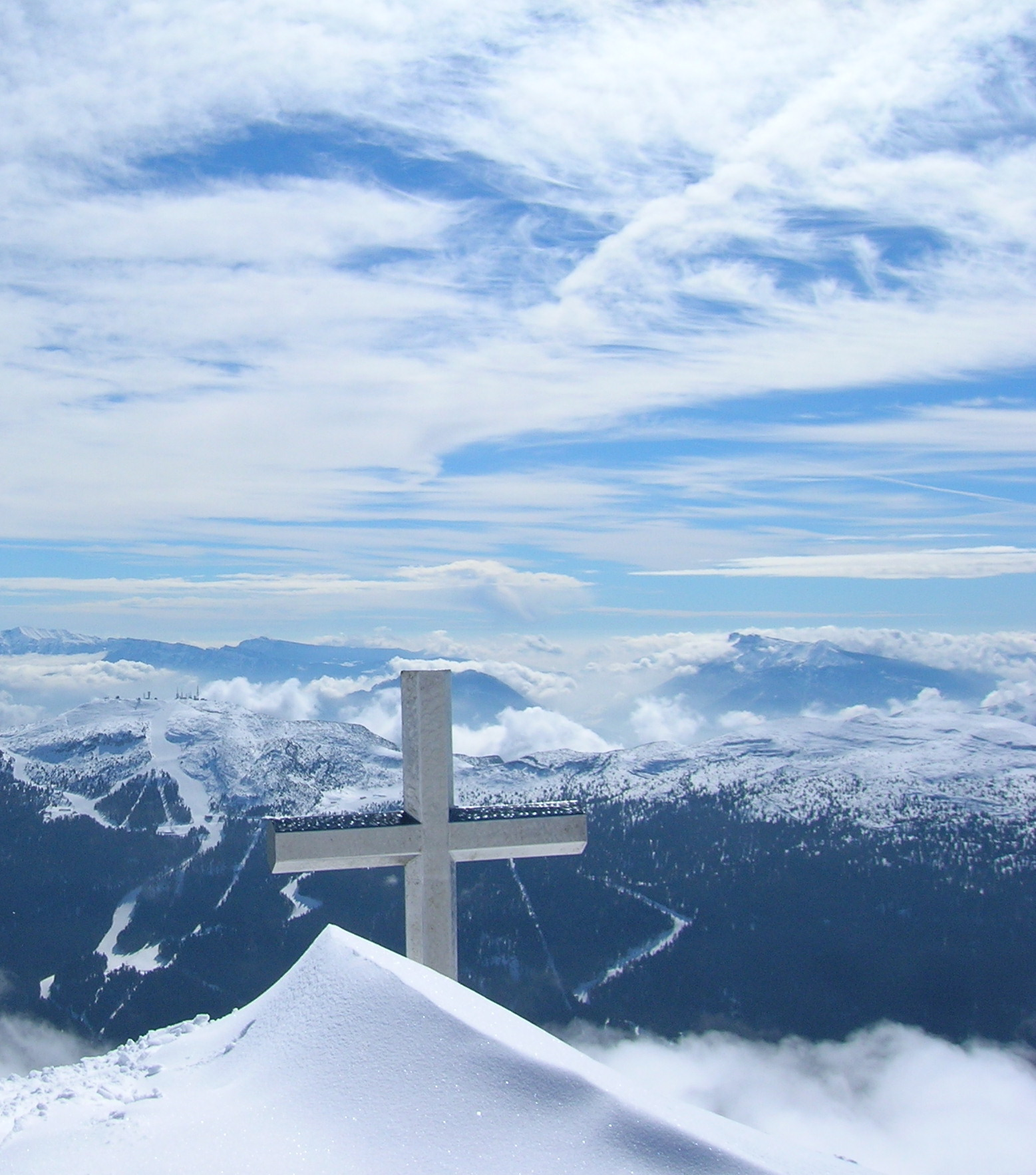
Le piste di sci della Paganella dalla vetta del piz Galin
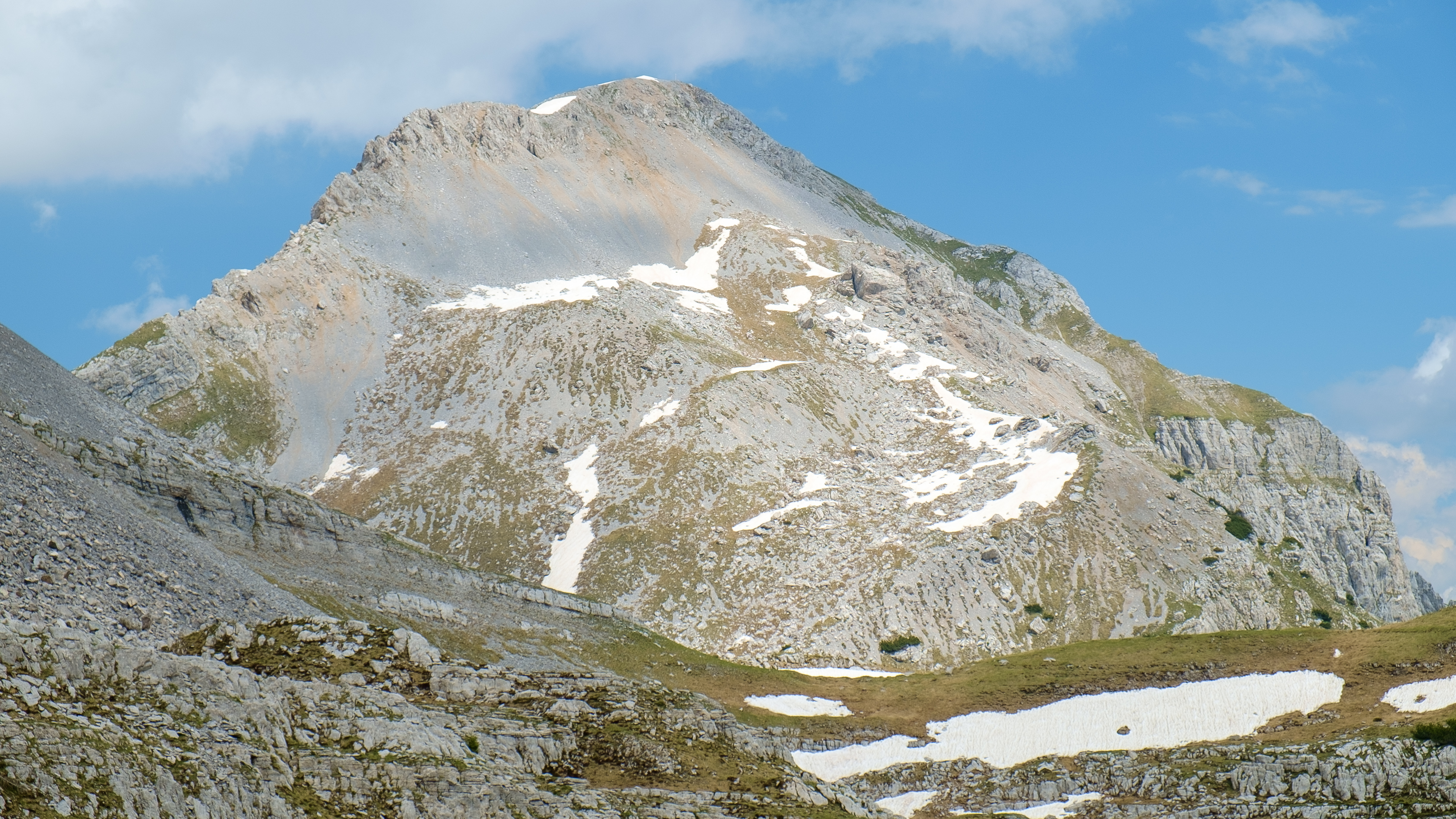
Piz Galin